# Сражение при Гране
Сражение при Гране (нем. Schlacht bei Gran) или сражение при Тате — военное противостояние, произошедшее 16 августа 1685 года между армиями Священной Римской империи и Османской империи во время Великой турецкой войны (1683–1699). Битва у нынешнего города Эстергом (Гран) закончилась поражением османов.
Летом 1685 года императорские австрийские войска под командованием Карла Лотарингского двинулись на осаду Нойхойзеля. Чтобы отвлечь имперскую армию, османская армия под командованием сераскира Мелек Ибрагима-паши предприняла собственное наступление на Гран (современный Эстергом). Поэтому Карл Лотарингский оставил только наблюдательный корпус перед Нойхойзелем и двинул свою главную армию в сторону осаждённого турками Грана. При приближении имперской армии сераскир снял осаду Грана, чтобы подготовиться к ожидавшемуся полевому сражению.
С 11 августа обе армии четыре дня стояли лицом к лицу в боевом порядке на левом берегу Дуная. Карл Лотарингский боялся атаковать через болото и решил отступить к холмам и ожидать там нападения турок на сильной позиции. Наконец вечером 15 августа он инсценировал отступление. Когда Ибрагим-паше доложили об отступлении христианских войск, он немедленно послал за ними татар и с главными силами начал переправляться через болото. После небольшого продвижения, на расстоянии 3000 шагов от болота, австрийцы остановились и стали ждать рассвета в двух линиях.
Утром 16 августа местность была покрыта таким густым туманом, что вражеские армии долгое время не могли видеть друг друга. Когда поднялся туман, турецкая артиллерия начала бой, открыв огонь из десяти пушек, но все снаряды пролетали высоко над головами противника. Первая атака османской конницы была направлена против правого крыла имперцев, и когда оно дрогнуло, самому Карлу Лотарингскому пришлось вмешаться, чтобы сплотить свои войска. После этого последовала атака османов против левого крыла имперцев, бывшего под командой баварского курфюрста Максимилиана II. Стоявшие на холмах венгерские подразделения выстояли и отбросили нападавших. После того, как центр также отразил атаку османской империи, Карл отдал приказ контратаковать. Полки двинулись вперед и открыли огонь лишь с очень близкого расстояния. Пушки, снятые с позиции и перетаскиваемые солдатами, открыли разрушительный картечный огонь по османским войскам, которые начали бежать с поля боя. Имперцам пришлось отказаться от преследования, поскольку их войска были слишком утомлены.
Имперская армия заплатила за победу примерно 100 убитыми, тогда как потери турок составили около 2000 человек. Добыча также была значительной, включая 24 пушки, несколько мортир, 50 флагов, множество бомб, пуль и других боеприпасов. Однако величайшим достижением стало освобождение Грана (Эстергома) от осады.
После разгрома османской полевой армии их города, осажденные имперскими войсками, уже не могли рассчитывать на помощь. Нойхойзель пал 19 августа, а вскоре после этого пали также города Эперьеш, Кошице и Токай. Поэтому султан в октябре арестовал Имре Тёкёли и начал предварительные мирные переговоры с императором, которые, однако, остались безуспешными.